# Edgar Patrick Sewell
Edgar Patrick Sewell, britanski general, * 1905, † 1957.